# Enrique Ferreyra
Enrique Ferreyra (Córdoba, 1881-Oliva, provincia de Córdoba, 1940) fue un médico y político argentino.

## Biografía
Enrique Ferreyra nació en Córdoba en el año 1881, hijo de Seferino J. Ferreyra, Jefe de Policía de la ciudad de Córdoba durante la gobernación de Julio Astrada; y de Edelvira Argüello, ambos pertenecientes a antiguas familias de la ciudad. Su padrino de bautismo fue Wenceslao Tejerina, quien al año siguiente asumiría como Vicegobernador de la Provincia de Córdoba acompañando en la fórmula a Gregorio Gavier
En 1907 contrajo matrimonio con María Angelina Astrada, hija del ex Gobernador de Córdoba Julio Astrada, con quien tuvo ocho hijos, la mayoría de los cuales nació en la ciudad de Rosario.
Murió a la edad de 58 años, casi tres décadas antes que su esposa.

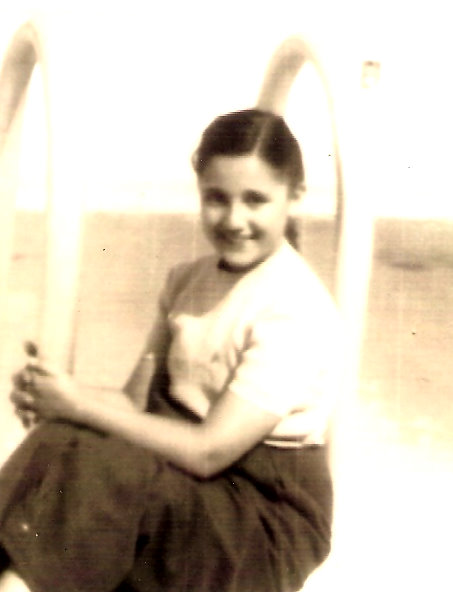
Maria Teresa, hija de Enrique Ferrreyra y Juana Carmen Castro.

Fuera de su situación matrimonial, tuvo una hija fuera de su casamiento, Maria Teresa, nacida en Tucumán (argentina) el 1 de diciembre de 1939, su madre quien fue fiel compañera "Juana Carmen Castro" se sabe que fue llamada en el momento de su muerte. Maria Teresa, hija de Enrique Ferreyra falleció el 18 de julio de 2021, en Buenos Aires Argentina. A pedido antes de su muerte, su hijo quien subscribe Daniel Enrique, hace este relato en buena fe.

## Actividad profesional
Estudió y se graduó en la Facultad de Medicina de la Universidad Nacional de Córdoba, especializándose en otorrinolaringología. En 1905 presentó su tesis doctoral, titulada "La neurotenia en el mal perforante - Caso clínico de úlcera traumática", en la que hizo una breve reseña histórica sobre el curso de la enfermedad de Eulogio Rosales, un caso clínico en el Hospital San Roque de la ciudad de Córdoba, después de la operación quirúrgica que sufrió.
Años más tarde, se mudó a Rosario donde inauguró en 1914 una clínica de su especialidad en un edificio construido expresamente para ese fin, lo que representaba un progreso en la materia para la ciudad. Del mismo modo, todas las salas estaban equipadas con instrumental adquirido personalmente por el Dr. Ferreyra en centros europeos que había visitado con detenimiento. Además de consultorios para enfermedades de nariz, garganta y oídos, la Clínica contaba con anexos atendidos por odontólogos y oculistas.
Exalumno de Lermoyes y de Lubet-Barbon de París, tal como constaba en sus anuncios, el Dr. Ferreyra fue designado catedrático de la Facultad de Medicina de Buenos Aires hacia 1917, y un tiempo después, en 1925, la Sociedad Científica Argentina lo nombró socio activo de la institución.

## Trayectoria política
Paralelamente a su actividad profesional, Ferreyra había comenzado a involucrarse en política. En Rosario, ocupó el cargo de Intendente de la ciudad desde el 27 de febrero de 1918 hasta el 22 de octubre de ese mismo año, y para fines de 1924, ya se lo ve de regreso en su ciudad natal cofundando el Partido Popular de Córdoba, creado con el objetivo de que haya un 'árbitro' de la situación política del momento.
Refugiado por unos años en el Departamento Calamuchita, hogar de la familia de su esposa, la participación activa en la vida pública del Dr. Ferreyra disminuyó considerablemente hasta que hacia el final de la década de 1920 regresó determinado a apoyar la candidatura del Dr. Roberto M. Ortiz a la presidencia de la República, prestando su concurso durante toda la campaña preelectoral. 
Tiempo después, como jefe de una de las facciones del antipersonalismo, solicitó y obtuvo el reingreso a las filas del radicalismo tradicional, donde fue acogido con todos los honores, adhiriéndose junto a todos los afiliados de la agrupación.
Fue justamente para celebrar dicha unidad partidaria que el Dr. Ferreyra ofreció un banquete en la localidad de Oliva al entonces candidato a gobernador de la Unión Cívica Radical, Dr. Santiago H. del Castillo, al que concurrieron destacadas personalidades radicales y que se caracterizó por la cordialidad reinante. Antes de finalizada la tertulia, fue víctima de una ataque repentino que le causó la muerte.
Falleció en la madrugada del viernes 5 de enero de 1940. Sus correligionarios trasladaron su cuerpo a su casa en el pueblo de Ferreyra (actual barrio Ferreyra), propiedad de su padre, donde fue velado. 
| Predecesor: F. Remonda Mingrand | Intendente de Rosario 1918-1918 | Sucesor: Tobías Arribillaga |